# Liste des gouverneurs actuels des provinces saoudiennes
 (août 2023).
Cette page dresse la liste des gouverneurs actuels des 13 provinces de l’Arabie saoudite.

## Gouverneurs
| Province                                            | Nom                                        | Depuis (le)     |
| --------------------------------------------------- | ------------------------------------------ | --------------- |
| Assir                                               | Fayçal ben Khaled ben Abdelaziz el-Saoud   | 16 mai 2007     |
| Al-Baha                                             | Michari ben Saoud ben Abdelaziz el-Saoud   | 28 août 2010    |
| Ach-Charqiya (Est)                                  | Saoud ben Nayef                            | 14 janvier 2013 |
| Djizane                                             | Mohammed ben Nasser ben Abdelaziz el-Saoud | 3 avril 2001    |
| Haïl                                                | Abdulaziz ibn Saad ibn Abdul-Aziz Al Saud  | 23 avril 2017   |
| Al-Hudud ach-Chamaliya (Frontières-Septentrionales) | Michaal ben Abdallah                       | Juillet 2015    |
| Al-Jaouf                                            | Fahd ben Badr ben Abdelaziz el-Saoud       | Octobre 2002    |
| La Mecque                                           | Khaled ben Fayçal                          | 29 janvier 2015 |
| Médine                                              | Fayçal ben Salmane                         | 14 janvier 2013 |
| Nadjrane                                            | Djelaoui ben Abdulaziz                     | Novembre 2014   |
| Qassim                                              | Fayçal ben Michaal                         | 29 janvier 2015 |
| Riyad                                               | Fayçal ben Bandar                          | 29 janvier 2015 |
| Tabouk                                              | Fahd ben Sultan ben Abdelaziz el-Saoud     | 1987            |

## Note(s)
1. ↑  Précédemment du 16 mai 2007 au 22 décembre 2013.